# 男子高生ミスターコン
男子高生ミスターコン（だんしこうせいミスターコン）は、with tと動画コミュニケーションアプリSNOWが主催する、全国の男子高生を対象とした美男子コンテストである。
本項では、兄弟コンテストである『高一ミスターコン』・『男子中学生ミスターコン』・『中一ミスターコン』についても併せて説明する。

## 概要
LINEやSNOWをエントリーの窓口とし、審査過程においてもSNOWやTwitterなどのSNSを通して同世代が審査を行う“男子高生NO.1を、同世代が選ぶ”をコンセプトに展開するコンテストである。
公式メディアとしてエンタメ＆ライフスタイルニュースサイトモデルプレスが、公式サポーターとして美容室「OCEAN TOKYO」が携わっている。
書類審査、全国各地方での面接審査、SNS審査、SNOW審査を通過した全国ファイナリスト約10名が、3ヶ月間東京にて毎週末ダンスや演技のレッスン等を実施。
レッスンの様子やファイナリストの素顔等は、ドキュメンタリー番組として制作し、AbemaTVにて男子高生ミスターコン公式番組を放映する。12月末に実施されるファイナル審査にてグランプリ＝”日本一かっこいい男子高生”を決定する。

## 各回結果
- 学年色表記
  - ｛   赤｝：1997（以前3年ごと）,2000,2003,2006,2009,2012（以後3年ごと）年世代
  - ｛   深緑｝：1998（以前3年ごと）,2001,2004,2007,2010（以後3年ごと）年世代
  - ｛   青｝：1999（以前3年ごと）,2002,2005,2008,2011（以後3年ごと）年世代
  - 2016,2019,2022,2025年度：3年生=｛   深緑｝,2年生=｛   青｝,1年生=｛   赤｝
  - 2017,2020,2023,2026年度：3年生=｛   青｝,2年生=｛   赤｝,1年生=｛   深緑｝
  - 2015,2018,2021,2024,2027年度：3年生=｛   赤｝,2年生=｛   深緑｝,1年生=｛   青｝
  - 芸名出場者：｛   赤｝は｛   臙脂｝,｛   深緑｝は｛   暗緑｝,｛   青｝は｛   紺｝
  - ｛   黄｝：学年非公表・不明

| 回別                | ゲスト                                                     | グランプリ                          | 準グランプリ                                 | 審査員特別賞                    | その他受賞者                                        | その他ファイナリスト | 応募数     |
| ------------------- | ---------------------------------------------------------- | ----------------------------------- | -------------------------------------------- | ------------------------------- | --------------------------------------------------- | --- | ---------- |
| 第1回 （2015‐2016） | ー                                                         | 若槙太志郎｛ 赤｝                   | 池添俊亮｛ 赤｝                              | 池田翼｛ 青｝                   | ー                                                  | ｛ 赤｝：立津潤、冨田幸大 ｛ 深緑｝：篠崎優瑠、相澤瑛寿 ｛ 青｝：中川将平 ｛ 不明｝：青山凌太郎︎、丸山凌平、北村和貴︎、深町龍一郎︎、岸本岳土︎ | 約3,000    |
| 第2回 （2016）      | スピードワゴン りこぴん 藤田富                             | 本田響矢｛ 青｝                     | 那須泰斗｛ 青｝                              | 宇佐卓真｛ 赤｝                 | 大岡拓海｛ 深緑｝ 林拓磨｛ 赤｝ 高橋璃央｛ 赤｝     | ｛ 深緑｝：佐々木駿、中村尚人、藤村悠大郎 ｛ 青｝：高畑生吹、梶原大和 ｛ 赤｝：内田圭亮（現芸名：䋝田圭亮）、藤井晴大、武山将也           | ー         |
| 第3回 （2017）      | 岡田結実 ニッチェ 本田響矢 那須泰斗                        | 高橋文哉｛ 赤｝                     | 黒田昊夢｛ 深緑｝                            | 河野紳之介｛ 青｝               | 大宮黎亜｛ 深緑｝ 小西詠斗｛ 青｝                   | ｛ 青｝：平賀勇成、鈴村梨公、アビラ・ジャン・レイモンド ｛ 赤｝：田中力樹、野田悠斗                                                       | ー         |
| 第4回 （2018）      | ジャングルポケット Niki                                    | 新原泰佑｛ 赤｝                     | 小宮璃央｛ 青｝                              | 高橋祐理｛ 赤｝                 | 網代聖人｛ 深緑｝ 加藤勇也｛ 赤｝                   | ｛ 赤｝：佐藤三平、伊藤功弥、中原弘貴 ｛ 深緑｝：豊田賢太、永島龍之介                                                                     | ー         |
| 第5回 （2019）      | ガンバレルーヤ 新原泰佑 小宮璃央 Zero PLANET               | 西岡将汰｛ 赤｝（現芸名：西岡星汰） | 後藤聖那｛ 青｝                              | 木村伊吹｛ 赤｝                 | 清田航陽｛ 深緑｝ 青山京平｛ 赤｝ 水野智貴｛ 深緑｝ | ｛ 深緑｝：石川翔大、長嶋輝、前山翼早 ｛ 青｝：田島綾太、南條汐音 ｛ 赤｝：二橋飛向                                                       | ー         |
| 第6回 （2020）      | おかずクラブ 丸山礼 小宮璃央 Team Mercury From Zero PLANET | 中野晴仁｛ 臙脂｝（那加野晴仁）     | 池田陽音｛ 赤｝                              | 北林天虎｛ 赤｝                 | 篠本晴輝｛ 深緑｝ 三島啓史｛ 赤｝                   | ｛ 青｝：飯泉遥斗、三輪涼太、河地航陽、笹岡尚瑛、纐纈大樹 ｛ 赤｝：布目裕貴、早川隆勢                                                     | ー         |
| 第7回 （2021）      | 古川優奈 とにかく明るい安村                                | 松本仁｛ 深緑｝                     | 千葉亜月｛ 赤｝                              | 瀧川翔太｛ 深緑｝               | 戸田一総｛ 赤｝ 山崎蒼空｛ 青｝                     | ｛ 赤｝：佐藤颯太、岡田蓮、林田渓汰、原岡愛望、糸数竜輝、山内翼 ｛ 深緑｝：小山田涼太、大木遥翔                                           | ー         |
| 第8回 （2022）      | 土佐兄弟                                                   | 船山恭兵｛ 深緑｝                   | 大枝晴大｛ 深緑｝                            | 國本陽斗｛ 深緑｝               | 廣居永真｛ 深緑｝ 矢口昂歩｛ 青｝                   | ｛ 深緑｝：山崎隼輔、瀬戸郁成、梅井富貴、小林秋智、山口慶、古畑勇吹 ｛ 青｝：長濱薩生、藤元神太、須藤大和 ｛ 赤｝：松本一彩               | 約10,000人 |
| 第9回 （2023）      | 井上裕介 小宮璃央 西岡将汰                                 | 植野花道｛ 青｝                     | ケイト・アレックス｛ 赤｝ (現芸名：櫻井亜蓮) | 伊藤航｛ 青｝                   | 川端輝｛ 深緑｝ 辻奏音｛ 青｝                       | ｛ 青｝：石田廉、武田愁（現芸名：赤羽愁）、澤柳颯人、工藤花維、佐久間魁生 ｛ 赤｝：田口凛太朗、高橋拳大、池田大志、大上拓真               | 約25,000人 |
| 第10回 （2024）     | 井上裕介 植野花道 櫻井亜蓮                                 | 黒木聖那｛ 赤｝                     | 齊藤天彦｛ 青｝                              | 後藤結｛ 深緑｝ 影山遙希｛ 赤｝ | 井澤斗吾｛ 赤｝ 松井芹｛ 青｝                       | ｛ 赤｝：渡部世梛、沖悠輔、原屋裕介、藤原彰士、金野天飛 ｛ 深緑｝：浦川星輝、増本蒼士 ｛ 青｝：飯沼虎王                                   | ー         |
| 第11回 （2025）     |                                                            |                                     |                                              |                                 |                                                     | ｛ 深緑｝：2007年(3年生) ｛ 青｝：2008年(2年生) ｛ 赤｝：2009年(1年生)                                                                    | ー         |

- 他の賞

1. 1 2 3 4 5 6 7 8  SNOW賞
2. ↑   「きょうのキラ君」賞
3. 1 2 3 4 5 6 7 8 9   モデルプレス賞
4. ↑   Mysta賞
5. ↑   TEENS賞
6. ↑   KIREIMO賞
7. ↑   ジョブドラフト賞
8. 1 2 3   candy magic賞

## 高一ミスターコン
- 「高一ミスターコン」は“日本一かっこいい男子高生”を決める上記コンテストの兄弟コンテストで、高校一年生限定のコンテスト。[16]
- グランプリ・準グランプリに選ばれた2人は、上記コンテストへのシード権が与えられたが2018年よりグランプリのみがシード権を得られることになった。[17] [16]

### 各回結果
| 回別            | 大会成績     | 入賞者            | 備考          |
| --------------- | ------------ | ----------------- | ------------- |
| 第1回 （2016）  | グランプリ   | 宇佐卓真｛ 赤｝   |               |
| 第1回 （2016）  | 準グランプリ | 林拓磨｛ 赤｝     |               |
| 第2回 （2017）  | グランプリ   | 黒田昊夢｛ 深緑｝ |               |
| 第2回 （2017）  | 準グランプリ | 大宮黎亜｛ 深緑｝ |               |
| 第3回 （2018）  | グランプリ   | 小宮璃央｛ 青｝   |               |
| 第3回 （2018）  | 準グランプリ | 井ノ上翔也｛ 青｝ |               |
| 第4回 （2019）  | グランプリ   | 西岡将汰｛ 赤｝   |               |
| 第4回 （2019）  | 準グランプリ | 早川隆勢｛ 赤｝   | 受賞時高校2年 |
| 第5回 （2020）  | グランプリ   | 篠本晴輝｛ 深緑｝ |               |
| 第5回 （2020）  | 準グランプリ | 南平達矢｛ 深緑｝ |               |
| 第6回 （2021）  | グランプリ   | 山崎蒼空｛ 青｝   |               |
| 第6回 （2021）  | 準グランプリ | 山本架衣｛ 青｝   |               |
| 第7回 （2022）  | グランプリ   | 松本一彩｛ 赤｝   |               |
| 第7回 （2022）  | 準グランプリ | 池田大志｛ 赤｝   |               |
| 第8回 （2023）  | グランプリ   | 川端輝｛ 深緑｝   |               |
| 第8回 （2023）  | 準グランプリ | 大鶴悠也｛ 深緑｝ |               |
| 第9回 （2024）  | グランプリ   | 齊藤天彦｛ 青｝   |               |
| 第9回 （2024）  | 準グランプリ | 松井芹｛ 青｝     |               |
| 第10回 （2025） | グランプリ   | 江畑皇之介｛ 赤｝ |               |
| 第10回 （2025） | 準グランプリ | 多田羅瑛貴｛ 赤｝ |               |

## 男子中学生ミスターコン
- 「男子中学生ミスターコン」は上記コンテストの兄弟コンテストで、“日本一かっこいい男子中学生”を決める2023年から新設された男子中学生限定のコンテスト。[29]

### 各回結果
| 回別           | ゲスト                     | グランプリ      | 準グランプリ      | 審査員特別賞                    | その他受賞者                    | その他ファイナリスト                                                                                                  | 応募数       |
| -------------- | -------------------------- | --------------- | ----------------- | ------------------------------- | ------------------------------- | --- | ------------ |
| 第1回 （2023） | 井上裕介                   | 竹内琉斗｛ 赤｝ | 宗田悠良｛ 深緑｝ | 福上颯｛ 深緑｝ 清野湊都｛ 赤｝ | 長谷川颯汰｛ 青｝               | ｛ 青｝：豊嶋不動、野平凛音、内田金吾 ｛ 赤｝：鍋遥己、関凰我、竹村壮生、磯貝悠真 ｛ 深緑｝：岩瀬琥蒼、舩越千彰       | 約1万5,000人 |
| 第2回 （2024） | 井上裕介 櫻井亜蓮 竹内琉斗 | 井原泰知｛ 青｝ | 谷虹輝｛ 深緑｝   | 植野悠羽｛ 深緑｝               | 松岡雅樹｛ 青｝ 内田光希｛ 青｝ | ｛ 赤｝：藤島隆太郎、吉田伊吹 ｛ 深緑｝：宮﨑宇宙 ｛ 青｝：中江斗星、豊田英歩、山内恒遊、綿貫力斗、大木翔琉、石原そら |              |
| 第3回 （2025） |                            |                 |                   |                                 |                                 | ｛ 深緑｝：2010年(3年生) ｛ 青｝：2011年(2年生) ｛ 赤｝：2012年(1年生)                                                |              |

- 他の賞

1. 1 2   モデルプレス賞
2. ↑   candy magic賞

## 中一ミスターコン
- 「中一ミスターコン」は“日本一のイケメン高校一年生”を決める「高一ミスターコン」の兄弟コンテスト。[36]
- グランプリに選ばれると男子中学生ミスターコンのファイナリストに選出される[36]

### 各回結果
| 回別           | 大会成績     | 入賞者            | 備考 |
| -------------- | ------------ | ----------------- | ---- |
| 第1回 （2023） | グランプリ   | 宗田悠良｛ 深緑｝ |      |
| 第1回 （2023） | 準グランプリ | 舩越千彰｛ 深緑｝ |      |
| 第2回 （2024） | グランプリ   | 大木翔琉｛ 青｝   |      |
| 第2回 （2024） | 準グランプリ | 内田光希｛ 青｝   |      |
| 第3回 （2025） | グランプリ   | 白坂洵葵｛ 赤｝   |      |
| 第3回 （2025） | 準グランプリ | 武藤真弥｛ 赤｝   |      |

## 関連メディア
- モデルプレス
- 男子高生ミスターコンTV（AbemaTVレギュラー番組）

## 姉妹コンテスト
- 女子高生ミスコン